# Parco nazionale di Dachigam
Il parco nazionale di Dachigam si trova nell'India settentrionale, nel Territorio dell'Unione di Jammu e Kashmir, a circa 22 km da Srinagar. È noto soprattutto per ospitare l'ultima popolazione rimasta al mondo di hangul o cervo del Kashmir (Cervus hanglu hanglu), minacciato di estinzione. L'area era già stata designata come riserva naturale nel 1951, ma il parco nazionale venne istituito nel 1981. Copre una superficie di 147 chilometri quadrati.

## Geografia
Il parco comprende una porzione alpina superiore ad est e una zona boschiva inferiore ad ovest, dove molti animali si ritirano durante i mesi invernali. La parte orientale si trova ad altitudini comprese tra 2000 e 4400 m, quella occidentale copre aree comprese tra 1650 e 3950 m.

## Fauna

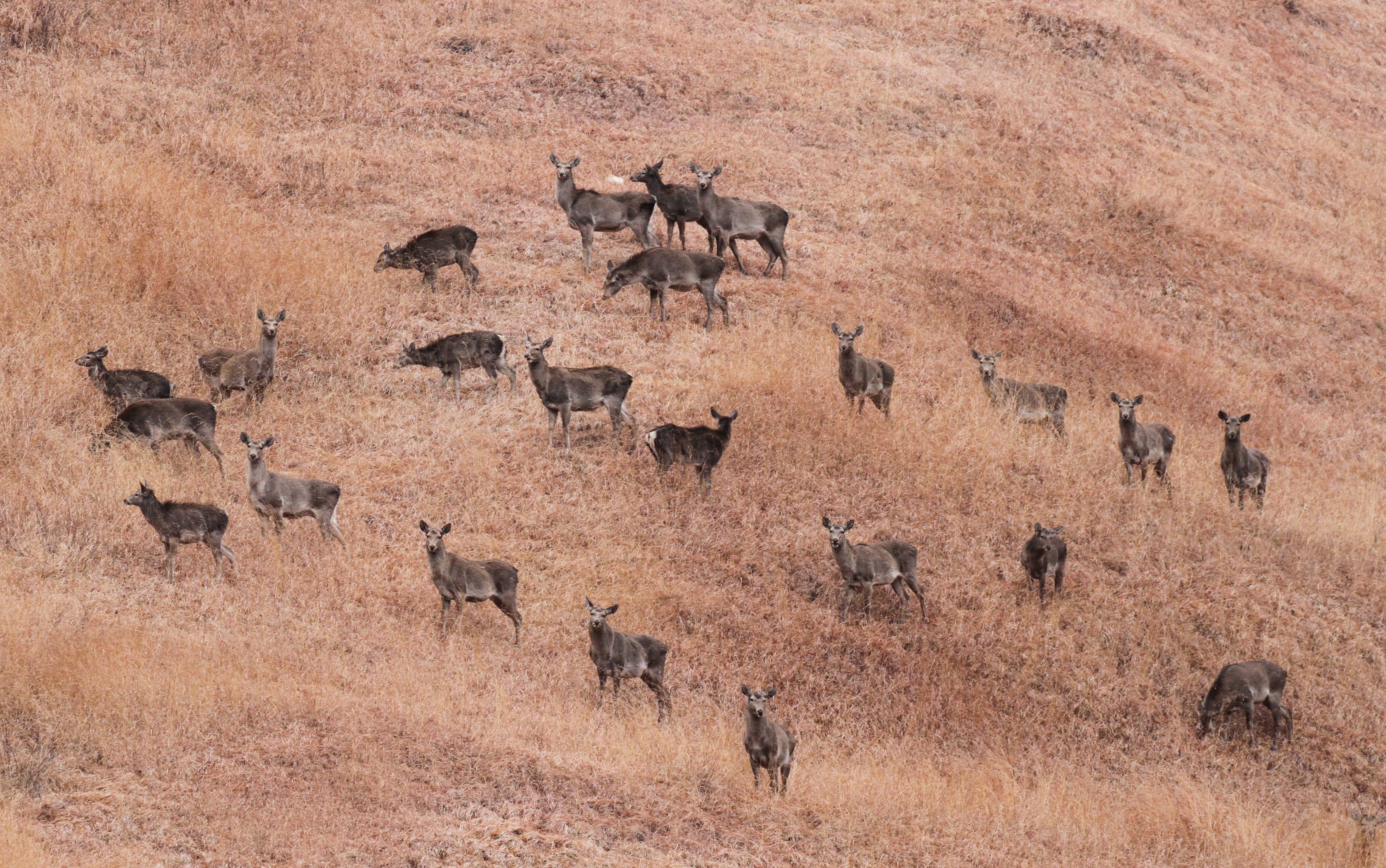
Una mandria di hangul nel parco.

Il parco nazionale costituisce l'ultimo rifugio dell'hangul o cervo del Kashmir. Nel 1947 esistevano circa 2000 di questi cervi, ma, dopo un drammatico declino, nel 1970 ne rimanevano solamente 150. Da allora la popolazione era risalita a circa 1000 esemplari, ma era nuovamente scesa sotto le 120 unità nel 2008. Attualmente il declino sembra essersi interrotto e il numero di capi è di poco superiore a 200. Gli hangul vengono cacciati soprattutto da leopardi (Panthera pardus fusca) e cani rinselvatichiti. Altri mammiferi presenti sono l'orso bruno (Ursus arctos), l'orso dal collare (U. thibetanus), lo sciacallo dorato (Canis aureus), la volpe rossa (Vulpes vulpes), la marmotta dalla coda lunga (Marmota caudata), il mosco dell'Himalaya (Moschus leucogaster), il serow (Capricornis sumatraensis), la martora dalla gola gialla (Martes flavigula), il gatto leopardo (Prionailurus bengalensis), il gatto della giungla (Felis chaus), la lontra (Lutra lutra) e la mangusta grigia indiana (Herpestes edwardsii). Un leopardo delle nevi (Panthera uncia) venne avvistato una volta negli anni '70. Inoltre, nel parco vivono circa 150 specie di uccelli.